# Tennis for Two
Tennis for Two (с англ. — «теннис для двоих») — одна из первых компьютерных игр с графическим интерфейсом; первая многопользовательская игра. Была разработана физиком Уильямом Хигинботамом в 1958 году для развлечения посетителей Брукхейвенской национальной лаборатории.
Осенью в Брукхейвенской лаборатории проходили дни открытых дверей. Хигинботам, глава приборостроительного отдела, знал, что толпу посетителей-неспециалистов сложно заинтересовать фотографиями и другими статичными экспонатами. У него возникла идея создать электронную игру. На экране осциллографа изображались в вертикальном разрезе теннисный корт с сеткой и движущийся мяч. Два игрока при помощи игрового пульта с колёсиком (англ. paddle) перебрасывали мяч через сетку. Ни игроки, ни ракетки на экране не изображались.
Игра была реализована на АВМ. Хигинботам разработал электронные схемы для игры; лаборант Роберт Дворжак проводил окончательную сборку.
«Tennis for Two» оказалась исключительно популярным экспонатом, однако Хигинботам в то время не осознал значимость своего изобретения, и поэтому не попытался запатентовать игру. Несмотря на популярность, игра просуществовала менее двух лет. После дней открытых дверей в 1959 году «Tennis for Two» была разобрана, а осциллограф и АВМ пущены на другие нужды лаборатории.

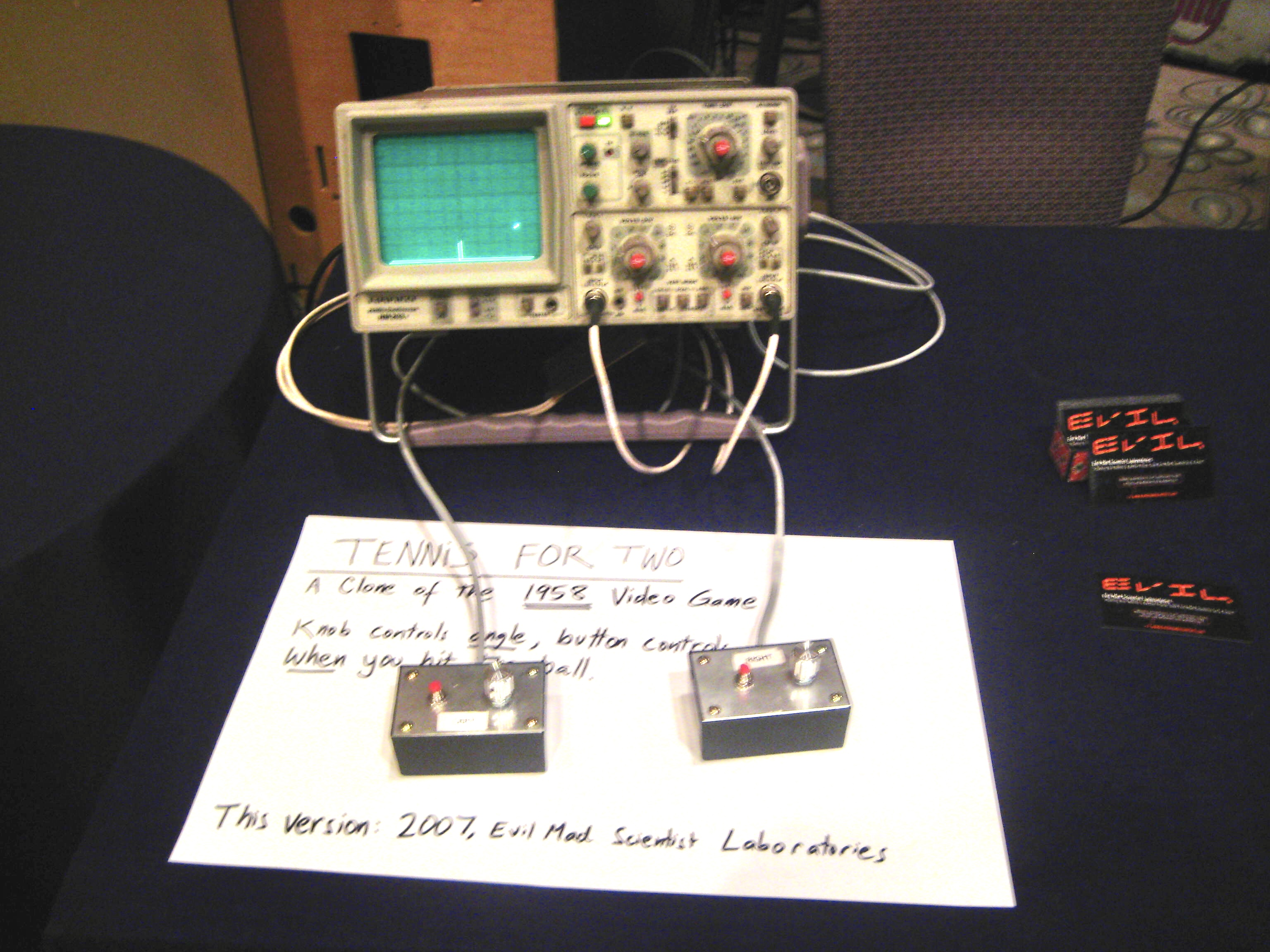
Игра на выставке CAX2010